# オオカメノキ
オオカメノキ（大亀の木、学名： Viburnum furcatum ）は、ガマズミ科ガマズミ属の落葉低木もしくは落葉小高木。別名で、ムシカリもよく知られる。

## 名称
和名「オオカメノキ」は、葉の形をカメの甲羅に見立てたことからきている。別名でムシカリ（虫刈）ともよばれ、葉が虫に喰われやすいことからといわれる。

## 分布と生育環境
日本の北海道、本州、四国、九州に分布し、寒冷な山地のブナ林内や針葉樹林内に自生する。

## 特徴
落葉広葉樹の低木から小高木で、樹高は2 - 4メートル (m) くらいになる。枝はしなやかで、水平に出てやや斜上し、シカの角状に伸びて横に広がる。樹皮は灰褐色で皮目が目立つ。一年枝は紫褐色を帯び、ほぼ無毛で、短枝もよくできる。若い樹皮は皮目が縦に連なり、次第に筋になってくる。
葉は枝に対生し、形は長さ7 - 20センチメートル (cm) の卵円形で葉の先端は尖り、葉の付け根はハート形にくぼむ。葉縁は細かい鋸歯がある。他の似た種と比べると葉脈がシワ状に目立つ。芽吹いたばかりの葉は独特のベージュ色で、きれいに対生した姿は春先によく目立つ。秋には紅葉し、ややくすんだ赤色から橙色に色づくことが多く、葉が丸くて大きい上、色づき方が比較的早いのでよく目立つ。
花期は4 - 6月で、枝の先から散房花序を出して、白色の小さな両性花のまわりに大きな5枚の花弁を持つ装飾花が縁どる。装飾花は美しく、5深裂して直径は25 - 35ミリメートル (mm) ほどある。また花序の基部に柄が発達せず、葉腋から直接でるのも特徴である。
果期は9 - 10月。夏に果実をつけ、直径約8 mmの楕円状球形で、秋には赤色や黒色に熟して目につく。野鳥が熟した果実を食べるため、冬には残らない。
冬芽は裸芽で柄があり、星状毛が密生する。花芽はほぼ球形で、頂生側芽を伴って冬芽の頂きに生え、かわいらしい形で目を引く。枝の側芽はあまり発達しない。葉芽は長楕円形で柄があり、幼い葉が向き合ってくっついている。冬芽のわきにある葉痕は、倒松形や三角形で、維管束痕が3個つく。

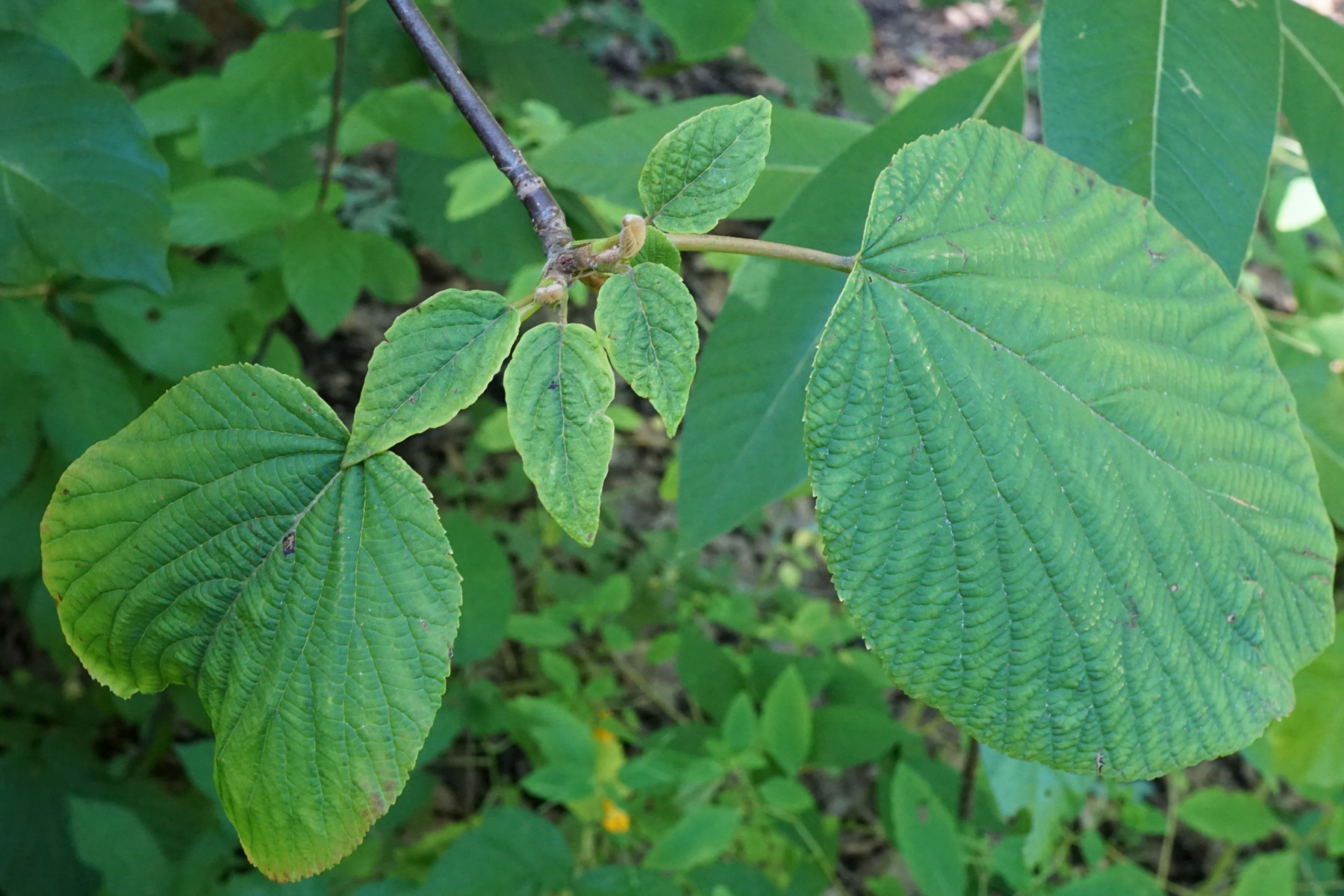
葉と若芽
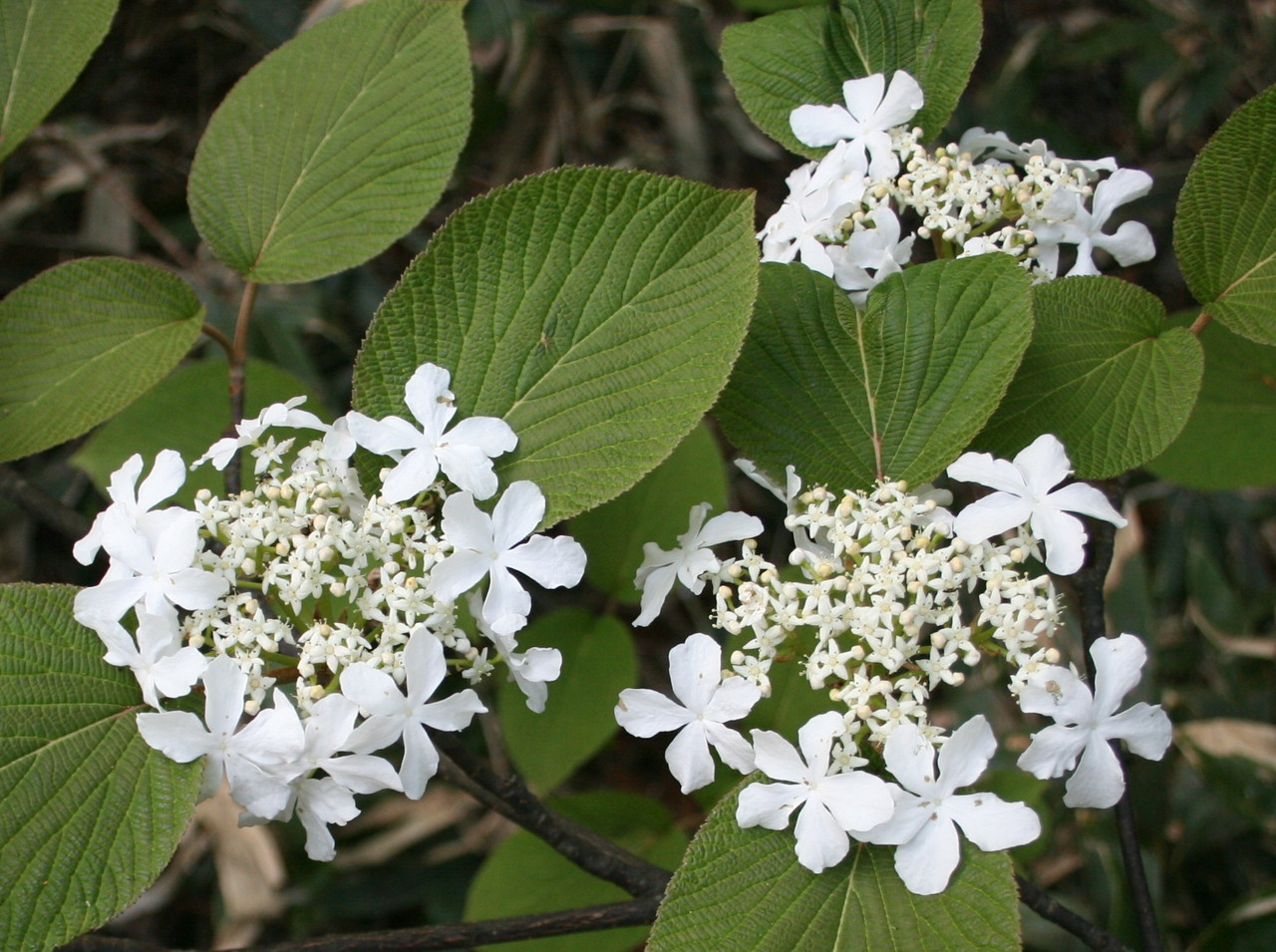
花序
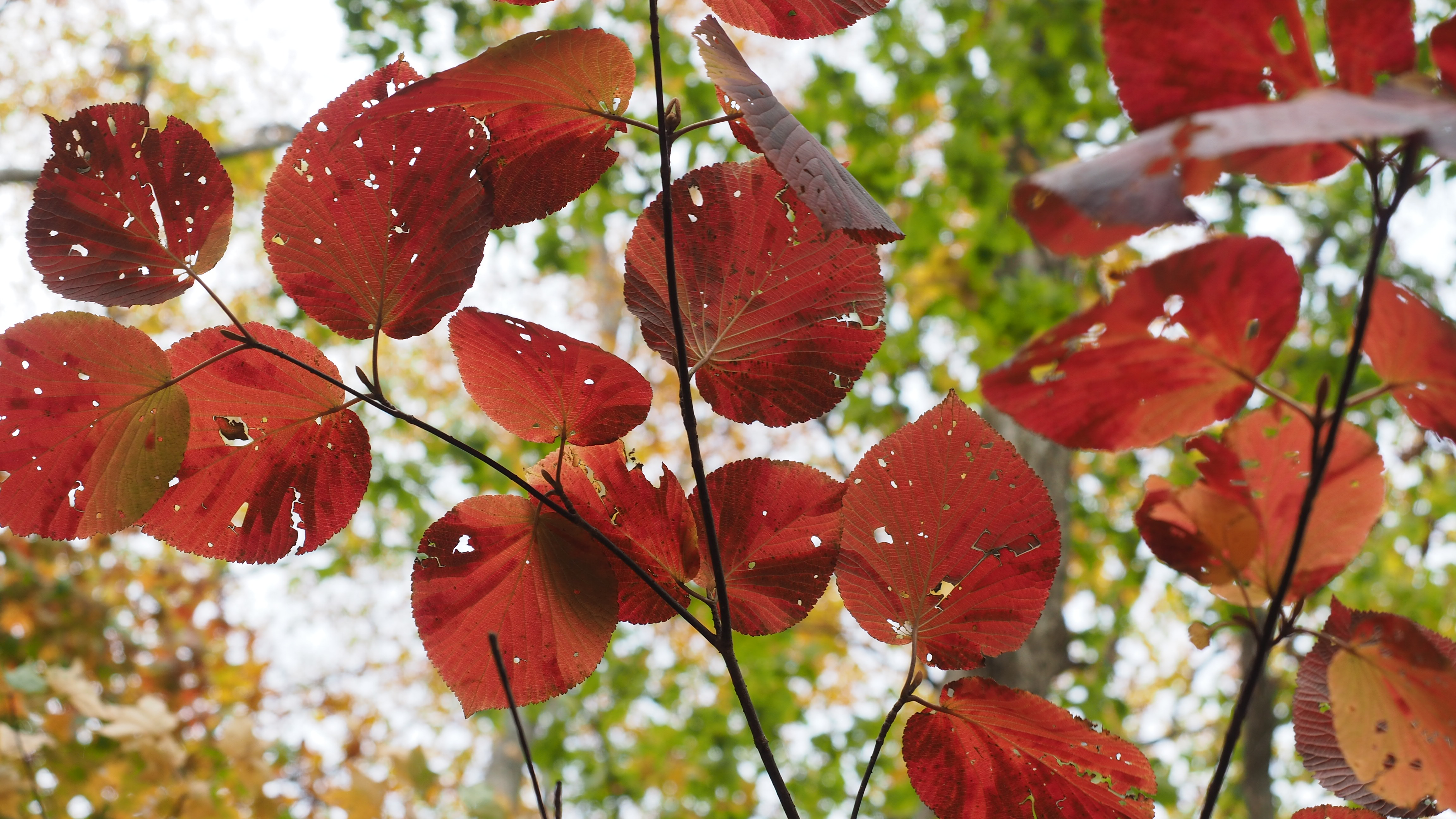
紅葉
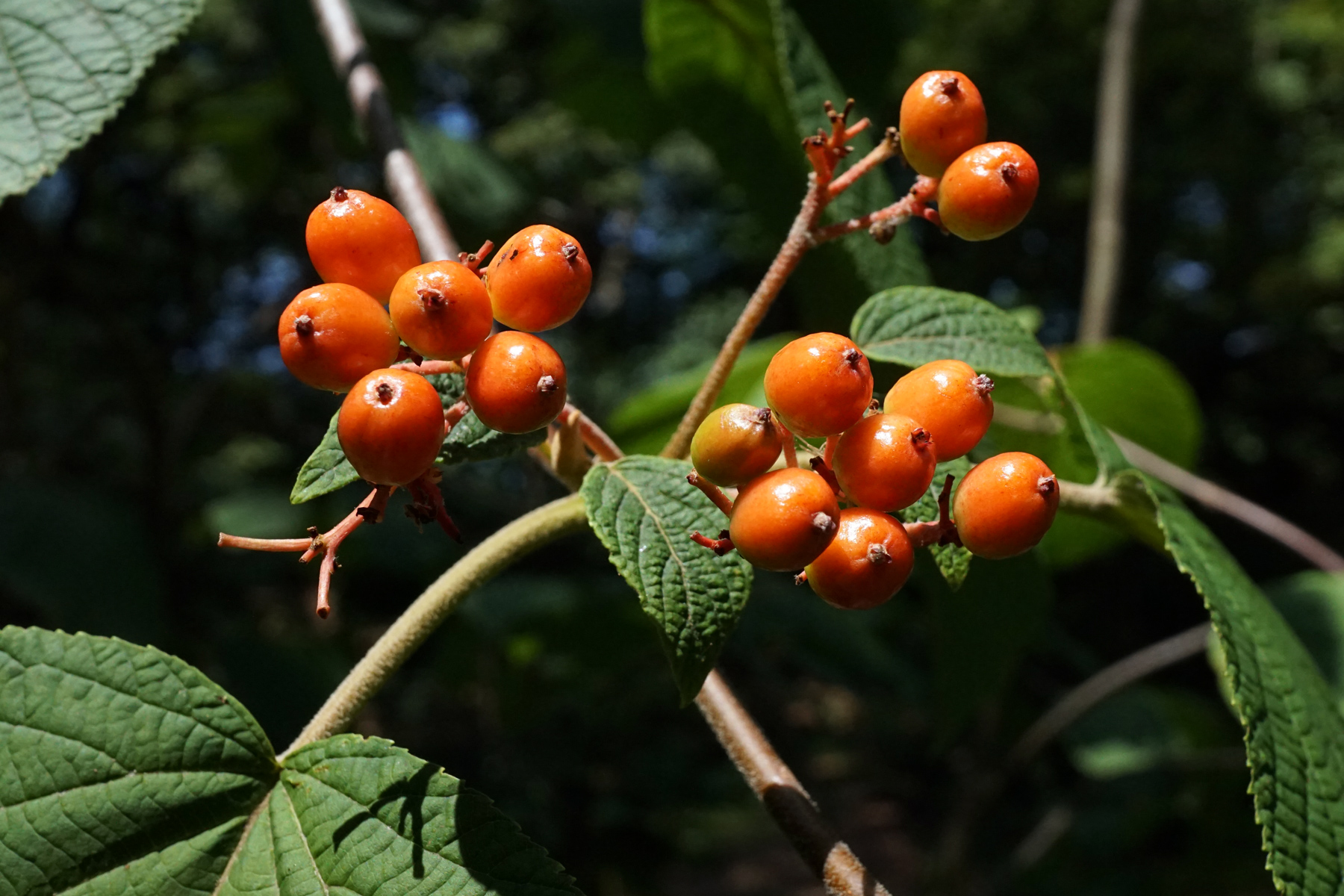
果実
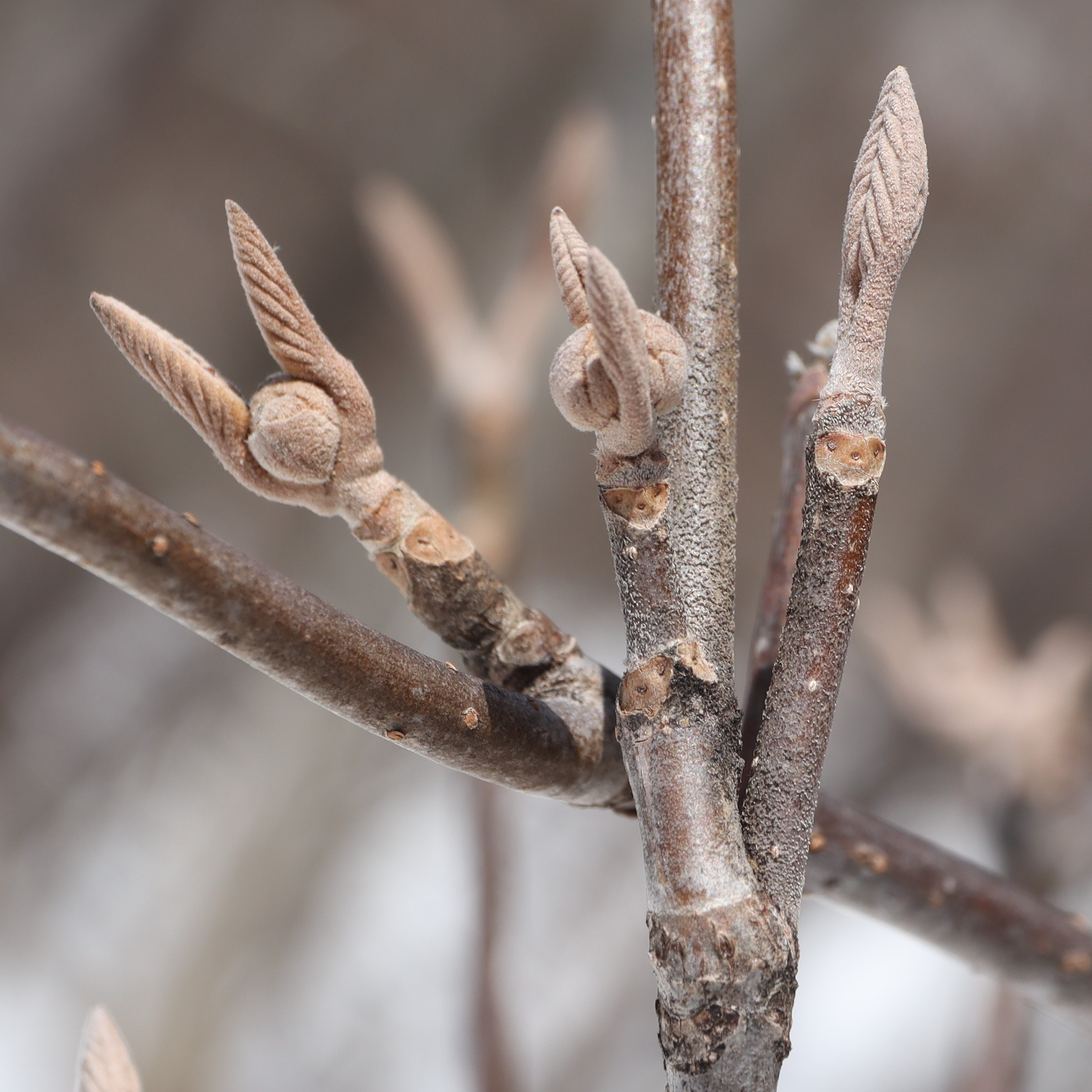
冬芽（花芽）
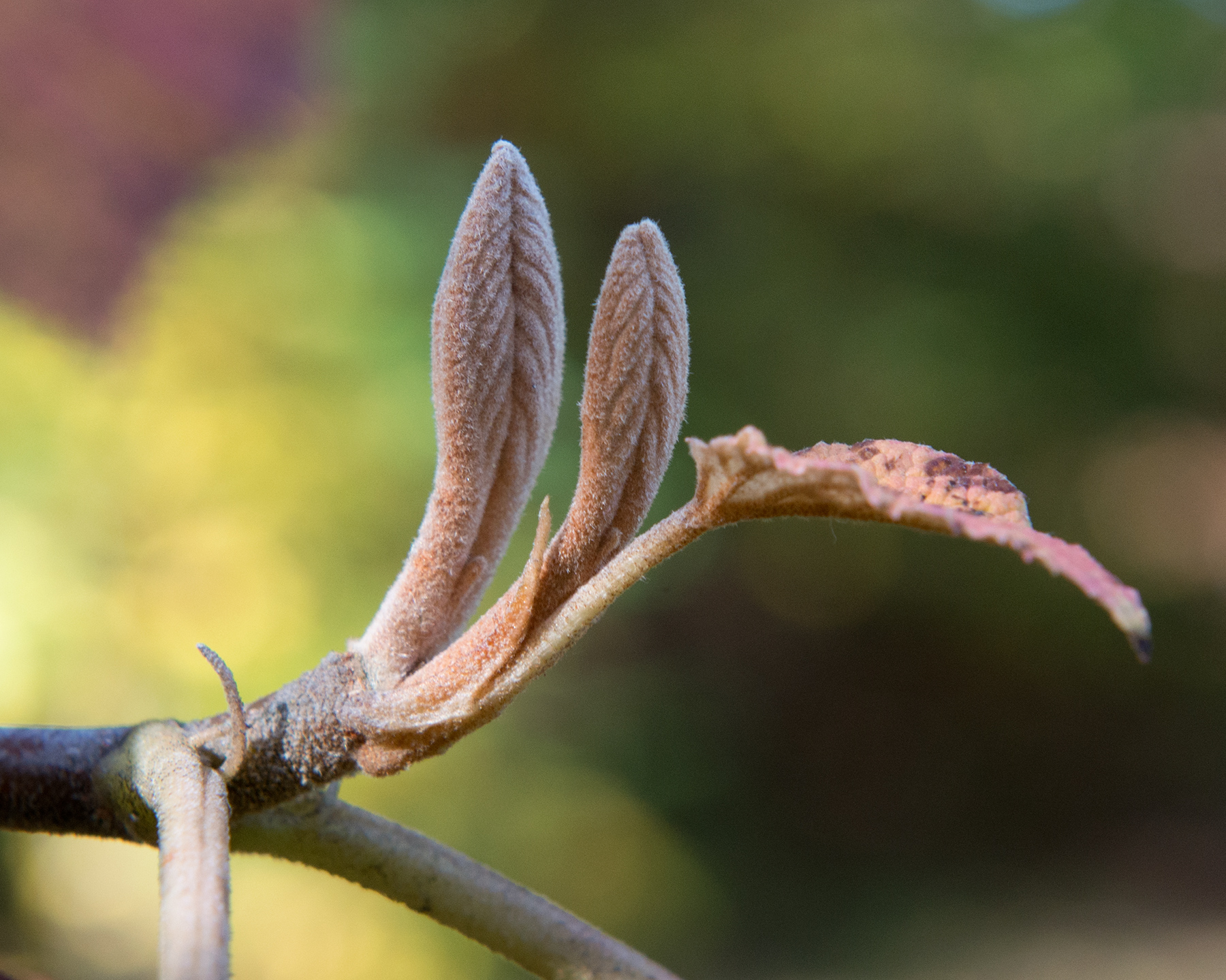
冬芽（葉芽）

## 近縁種
- ガマズミ属の一覧